# Imamat
L'imamat (àrab: إمامة, imāma) és pels musulmans xiïtes la «direcció suprema» després de la mort del profeta Muhàmmad. Així els quatre primers califes foren els imams de la comunitat, però després d'Alí ibn Abi-Tàlib els califes omeies no foren reconeguts per tots els corrents (ni després els abbàssides).

## Història
Les condicions de l'imamat com a concepte (per tant de l'imam) foren definides per la doctrina sunnita que distingia els guies (raixidun), els califes (khalifa al-nubuwwa) i l'imamat posterior que tenia les característiques de reialesa terrenal (mulk). Només els raixidun tenien totes les condicions de l'imamat verdader i els seus preceptes constituïen una sunna (obligació). La doctrina hanbalita va fixar aquest concepte, però altres corrents jurídics hi van afegir variacions (hanafites, maturidites i xafiïtes).
El sunnites inicialment consideraven una obligació de la comunitat (wajib) tenir un imam i només un al mateix temps, i refutaven la doctrina khurramita que acceptava dos imams (Alí ibn Abi Tàlib i Muàwiya I); per ser imam calia ser quraixita, conèixer la llei, tenir probitat (adala), ser major d'edat, estar sa i estar en condicions de complir la tasca; l'elecció era per nomenament del predecessor (ahd) o per elecció (ikhtiyar). Al final del període omeia va sorgir la doctrina mutazilita com a fórmula de compromís entre faccions; el mutazilisme, d'acord amb el kharigisme, fixava les qualitats excepcionals de l'imam, però no acceptava el punt de vista kharigita que condemnava com infidel al califa Uthman ibn Affan; l'imamat no quedava limitat només als quraixites i en cas de condicions igual fins i tot un no quraixita podia ser preferit.
Els zaidites sorgits de la revolta de Zayd ibn Alí el 740, no reconeixien cap línia hereditària d'imams però reclamaven la creació de l'imamat per via revolucionaria (khuruj) contra un sobirà injust. Després es van dividir en dues corrents, els batrites i els jarudites: la primera, com els xiïtes de Kufa, reconeixien els imamats d'Abu-Bakr as-Siddiq i Úmar ibn al-Khattab i els sis primers anys del d'Uthman ibn Affan (al que Alí ibn Abi Tàlib havia fet jurament); en canvi els jarudites optaven per la forma més radical dels imamites i només reconeixien com imam a Alí, segons ells hereu testamentari del Profeta (wasi) per designació (nass); aquesta segona tendència es va imposar al segle ix però implicava que no hi podia haver més d'un candidat i l'existència de comunitats zaidites a Tabaristan i el Iemen sovint va implicar que hi hagués dos imams.
El xiïtes imamites (duodecimans) van formular la seva doctrina el 765, fundant l'imamat en la necessitat de la comunitat d'un cap infalible guiat per Déu i mestre en religió. L'imam era posat al mateix nivell que el profeta (rasul) amb l'única diferència que l'imam no transmetia textos divins. Aquesta corrent considerava que després de Hasan ibn Ali i Hussayn ibn Alí, l'imamat havia passat als descendents del darrer per designació, de pare a fill, fins a l'aparició del mahdí. Quan el 818 va arribar a imam Muhammad al-Djawad que era menor (7 anys) es va plantejar si en aquestes condicions es podia ser imam. La majoria va optar pel si, ja que Déu podia il·luminar qualsevol. A la mort de l'onzè imam sense fills la crisi es va salvar amb l'afirmació que el fill existia i amb la doctrina de l'absència (ghabya): el dotzè imam romania amagat però existia i estava en condicions de complir la seva tasca, i fou identificat al mahdi del que s'esperava la vinguda a la terra abans de la fi del món.
Pels ismaïlites, que acceptaven el conceptes fonamentals del imamisme, hi havia cicles històrics. En cada cicle set imams succeïen al profeta parlant (natik) i el darrer imam de cada època esdevenia el profeta parlant de la següent. A la sisena època els fatimites foren reconeguts com a imams modificant la doctrina que el darrer imam de la sisena era havia de tornar com a profeta de la setena era junt amb el mahdi. L'aparició d'aquest fou postergada indefinidament i es va passar per un període anomenat d'ocultació (satr). la successió fatimita va fer necessari establir un imamat permanent (mustakarr) i un imamat en dipòsit (mustawda). El 1094 a la mort d'al-Mustànsir, es va dividir en dues branques, el tayyibites que va reconèixer imam a at-Tàyyib i negava la seva mort assegurant que estava amagat; i la que va reconèixer al seu fill Nizar que va formar el corrent ismaïlita nizarita; el 1164 es va formular la doctrina de la resurrecció (kiyama) l'imam revelador de les veritats esotèriques fou posat per sota del nalik (anunciador de la llei); en la seva essència l'imam fou definit com la manifestació (mazhar) del verb (kalima) del manament de Déu (amr); el creient arribava a la naixença espiritual o resurrecció per la reconeixença de l'essència de l'imam.
El kharigisme va estar essencialment d'acord en la doctrina de l'imam en el sentit de justícia. El corrent ibadita fou l'únic que admetia diversos tipus d'imams corresponents a quatre estats o vies (masalik): l'estat de manifestació (zuhur) quan la comunitat és forta per derrotar els enemics; l'estat de defensa (difa) quan només pot oposar resistència a l'enemic, l'estat de sacrifici (shira) on el nombre de creients és reduït i es rebel·la i busca al martiri; i l'estat de secret (kitman) quan els creients han de viure sota la llei de l'enemic i dissimular; l'únic imam amb totes les funcions del seu càrrec és el del primer estat de manifestació.
Des de l'època seljúcida el concepte del califa es va deslligar de l'imamat. El califa passava a ser el presentant suprem de l'islam investit pel jurament de fidelitat del governant efectiu, on el poder al seu torn era legitimat pel reconeixement del califa. El califes del Caire mai foren considerats imams ni pels sunnites, situació que va seguir amb els sultans otomans fins a l'abolició del sultanat el 1922 per la Gran Assemblea Nacional turca (i del califat el 1924) que negava la necessitat d'una institució fundada en la religió.
Modernament el sentit d'imamat ha quedat restringit al territori governat per un imam. Al segle xx cal esmentar l'imamat Mutawakkilita del Iemen (zaydita) i l'imamat d'Oman (ibadita).